# Sidney Fay Blake
Sidney Fay Blake (Stoughton, Massachusetts, 31 de agosto de 1892 — Beltsville, Maryland, 31 de dezembro de 1958) foi um botânico norte-americano.